# Magány (Lost)
2004. november 17-én került először adásba az amerikai ABC csatornán a sorozat 9. részeként. David Fury írta, és Greg Yaitanes rendezte. Az epizód középpontjában Sayid Jarrah áll.

## Ismertető
|  | Alább a cselekmény részletei következnek! |

### Visszaemlékezések
Miután megkínzott egy férfit, hogy szóra bírja, Sayid a parancsnokával beszélget, aki egyben közeli barátja is. Látja, ahogy társai egy igen ismerős nőt vezetnek be a zárkába.
Sayidot megbízzák a nő megkínzásával, mert minden valószínűség szerint részt vett egy merényletben, és rá kell venni őt, hogy nevezze meg a társait. Ahogy Sayid bemegy hozzá, a nő, Nadia, rögtön felismeri Sayidban gyermekkori játszótársát. Közös múltjukról kezdenek beszélgetni, míg Sayid fel nem hozza, hogy Nadia hazaárulást követett el. Nadia nem hajlandó együttműködni. Miután megmutatja sérüléseit, melyeket korábbi vallatásai során szerzett, azt mondja Sayid-nak, tegye meg, amit tennie kell.
Sayid heteken keresztül próbálkozik Nadia szórabírásával, de Nadia továbbra is hallgat. Miután már egy hónapja tartják fogva őt, a parancsnoka arra utasítja Sayid-ot, ölje meg. Sayid kivezeti Nadia-t a zárkájából, majd a folyosón váratlanul megáll vele. Nem képes rá, hogy megölje, miközben olyan sokat jelent számára; arra kéri, szökjön meg. Nadia azt akarja, hogy Sayid is vele szökjön, de ez azt jelentené, hogy Sayid családját kivégzik. Nadia elveszi a róla készült fényképet Sayid-tól, majd miután ráír valamit, visszateszi Sayid egyenruhájának zsebébe. Sayid parancsnoka jelenik meg a folyosón, és gyanítani kezdi, mire készül Sayid. Mielőtt riaszthatná az őrséget, Sayid lelövi őt, majd a saját lábába is belelő, hogy elhitethesse társaival, hogy Nadia tette ezt a szökése előtt. Nadia nem akar menni, de Sayid sürgetésére, végül megszökik. Sayid elolvassa az arab szöveget, amit Nadia a kép hátuljára írt: „Találkozunk egy következő életben, ha ebben nem is”.

### Valós idejű történések (12-13. nap)
Távolabb a tengerparttól, mint amilyen távol bármely túlélő valaha is volt, Sayid Nadia fényképét nézegetve üldögél. A szeme sarkából, észrevesz valamit a homokba temetve, s miután közelebbről is megszemléli, rájön, hogy az egy hosszú drótkábel. Az egyik vége a tengerben van, a másik fele a dzsungelbe vezet. Sayid a kezébe veszi, és követni kezdi.
A tengerparton, Jack Sawyer kötését cseréli. Sawyer folyamatosan idegesíti Jacket, mígnem Jack magára hagyja. Odamegy Kate-hez, aki azt figyeli, mikor jön vissza Sayid. Már két napja van távol, de Jack nem aggódik. „Sayid képzett katona, tud vigyázni magára” – nyugtatja meg Kate-et.
Sayid a kábel követésével egy csapdához jut. Kikerülve azt, egyenesen belesétál egy másik csapdába, ami felrántja őt egy kötéllel a fára. Órákig lóg ott, segítségért imádkozva, mígnem kora éjjel valaki levágja őt onnan. Sayid elájul.
A barlangoknál, miközben Jack ellátja a kiütéses Sullivant, Hurley azon agyal, hogyan lehetne jobb kedvre deríteni a túlélőket, akik elég frusztráltak a számos nehézség miatt. Ezalatt, Sayid egy fedett helyen tér magához, megkötözve. Valaki folyton azt kérdezgeti, „hol van Alex?”, különböző nyelveken. Sayid azt mondja, nem ismer semmilyen Alexet, mire a nő, aki levágta a kötélről, elektromosan sokkolja őt.
Locke az egyik túlélővel, Ethan-nel tér vissza a barlangokhoz, miután vadászni voltak. Vadászat közben találtak néhány csomagot, amit Hurley menten át is kutat, hátha van benne valami használható. A beszélgetés felébreszti Walt-ot, és megkérdezi Locke-ot, elmehet-e vele vadászni. Michael meghallja, mit tervez a fia, és elküldi lefeküdni. Hurley talál valamit az egyik táskában, ami mosolyt csal az arcára.
Sayid tovább győzködi fogvatartóját, hogy nem tudja, ki az az Alex, és beszél neki a repülőgépkatasztrófáról, valamint a francia nő 16 éve ismétlődő adásáról. „16 éve, már olyan régóta menne?” – kérdezi a nő, elárulva, hogy az az ő segélykérése. Megtudva, hogy Sayid csak úgy véletlenül befogta az adását, azt hiszi hazudik. „Tudom ki maga” – mondja neki, majd leüti. Másnap reggel, Sayid új erőre kap, minek köszönhetően rájön, hogy valamiféle menedékhelyen van. Meglát egy kabátot, amire a francia nő vezetékneve, a Rousseau van írva. Rousseau beszél Sayidnak az adásáról, és elmondja, hogy jelenleg már „ők” irányítják. Megkérdezi Sayidtól, miért hagyta el a többi túlélőt, mire Sayid azt feleli, mert valami szégyenleteset tett. Rousseau megtalálja Nadia fényképét, és mikor róla kérdezi Sayidot, megtudja a szomorú hírt: Nadia meghalt. Rousseau rájön, hogy Sayid igazat beszél, és valóban az, akinek mondja magát.
A barlangoknál, Michael és Jack a forrás vizének elvezetését tervezgetik, míg Charlie oda nem megy hozzájuk. Azt mondja, Hurley összehozott valamit, és látniuk kell. Rátalálva Hurley-re, rájönnek, hogy egy golfpályát épített, hogy a túlélők végre szórakozhassanak egy kicsit.
Rousseau megmutatja Sayidnak a zenélő dobozát, amit a szerelmétől, Roberttől kapott. Sajnos, már évek óta nem működik. Sayid elvállalja, hogy megjavítja, mire Rousseau elővesz egy rozsdás injekciós fecskendőt, majd miután egy kicsit megtisztítja, befecskendez valamit Sayidnak. Miután Sayid magához tér, Rousseau elnézést kér, amiért benyugtatózta őt. Eloldozza, és odaadja neki a zenélő dobozt. Sayid azt mondja, akkor szereli meg, ha elmondja neki a keresztnevét is. „Danielle” – mondja a nő.
Danielle beszél Sayidnak a szigetre kerüléséről. Elmondja, hogy egy tudományos expedíció tagjaként került viharba a hajójával. Miután zátonyra futottak, "ideiglenesen" tábort vertek a szigeten. Két hónappal később, történt valami, minek következtében Danielle minden tára meghalt. Rousseau azt mondja, „A Többiek hordozókká váltak”, mire Sayid megkérdezi tőle, látott-e más embereket is a szigeten. Azt feleli, nem látta őket, de hallotta ahogy a dzsungelben suttognak. Sayid azt hiszi, Danielle csak képzelődött a magány miatt.
A tengerparton, egyre többen mennek el Hurley golfpályájára, hogy játszhassanak, és hogy megnézhessék Jack-et játék közben. Kate is ez utóbbi okból hagyja félbe a munkáját.
Miután odaadja Danielle-nek az immáron működő zenélő dobozt, Sayid engedélyt kér a távozásra. Danielle nem akarja elengedni őt. Hirtelen, ijesztő morgás hallatszik be kintről. Danielle fegyvert ragad, hogy kimenjen. Sayid felveti, hogy talán „a Szörny” lehet az, mire Rousseau "felvilágosítja" őt, szörnyek nem léteznek. Miután Danielle távozik, Sayid a kezébe vesz egy fegyvert, valamint néhány térképet és ábrát, majd szintén távozik.
Jack Kate-tel beszélget arról, hogyan sikerült Hurley-nek nyugalmat teremtenie a túlélők között a golfpályával. Megérkezik Walt, és felrója apjának, hogy magára hagyta a barlangoknál. Michael azt mondja neki, ő is üthet egyet a golfütővel, de mert pont ő következik, visszavonja ígéretét.
Rousseau észreveszi a szökni készülő Sayidot; fegyvert szegeznek egymásra. Sayid elsütné a fegyvert, de nem működik. Danielle azt mondja, kivette belőle az ütőszeget, és erre a szerelme, Robert is csak akkor jött rá, mielőtt lelőtte őt. Sayid nem érti, miért ölte meg őt, ha szerette, de Rousseau azt mondja, fertőzött volt, csakúgy mint a csapata többi tagja. Nem akarja elengedni Sayidot, mert 16 éve él már magányosan, és nem akar ismét egyedül maradni. Sayid azt tanácsolja, költözzön ő is a táborukba, de Rousseau elutasítja az ajánlatot. Végül elengedi Sayidot, és búcsútanácsként azt mondja, tartsa szemmel a társait. Sayid kérdésére elmondja, ki is az az Alex: a gyermeke.
Hurley golfpályáján továbbra is felhőtlen a hangulat. Sawyer is megérkezik, és fogadást köt arra, hogy Jack elszúrja az ütést. Eközben a dzsungelben, Walt álmélkodva figyeli, hogy Locke milyen jól tud célba dobni a késekkel. Arra kéri őt, tanítsa meg így dobni.
Sayid visszaigyekszik a partra a dzsungelen keresztül. Elfogja a félelem, amikor a szél hangos zúgása mellett valami mást is hallani vél: suttogásokat.
|  | Itt a vége a cselekmény részletezésének! |